# 3212 Агрикола
3212 Agricola (енгл. 3212 Agricola) је астероид главног астероидног појаса чија средња удаљеност од Сунца износи 2,255 астрономских јединица (АЈ).
Апсолутна магнитуда астероида је 13,8.